# Pátroha
Pátroha község Szabolcs-Szatmár-Bereg vármegyében, a Kisvárdai járásban.

## Fekvése
A Rétköz területén fekszik, Nyíregyházától mintegy 35 kilométerre.
Különálló településrésze Bajorhegy (vagy Bajorhegytanya), a központjától mintegy 2 kilométerre délnyugatra. 
A közvetlen szomszédos települések: észak felől Kékcse, északkelet felől Rétközberencs, kelet felől Ajak, dél felől Nyírtass, délnyugat felől Gégény, északnyugat felől pedig Dombrád és Tiszakanyár.

### Megközelítése
Az ország távolabbi részei felől a legfontosabb közúti megközelítési útvonala a 4-es főút, mely mintegy 5 kilométerre délre halad el a belterülete mellett, egy rövid szakaszon a határszéleit is érinti. A főútról Nyírtassnál észak felé kanyarodva érhető el a község, a 3828-as úton; ugyanez az út köti össze Dombráddal is. Bajorhegyre a falu déli részén nyugatnak kiágazó 38 135-ös számú mellékút vezet.
A hazai vasútvonalak közül a Budapest–Záhony-vasútvonal érinti, melynek egy megállási pontja van itt. Pátroha vasútállomás a belterület déli szélén helyezkedik el, közúti elérését a 3828-as útból kiágazó 38 321-es számú mellékút teszi lehetővé.

## Története
A falu nevének eredete bizonytalan, lehet szláv eredetű is, de magyar személynév is. Eredeti neve Legyr volt, de mint terrát említik e néven 1232-ben, tehát akkor aligha lakott hely. Majdnem bizonyos, hogy a várispánsági szervezetbe tartozó királyi birtok volt, későbbi Őr jelzője is utal erre.
1290-ben IV. László kun hívének, Zvetunnak magszakadása révén reá háramlott Patruh nevű birtokát Kállay Mihálynak adományozta. Az adományos kunok egy részének utódai 1322-ben még éltek, mert ezek adták el a Béla és István királyok által adományozott birtokot Magyar Pál gímesi (Gymus) várnagynak. Más részét pedig Barabási Iván adta el ugyanannak. Kállay Mihály utódai atyjuk részét 20 márka ellenében adták el Magyar Pálnak. A falu hatalmas határral rendelkezett és ez idő tájt két részre oszlott. a templomos részt Egyházas-, a másik falut Őrpatrohának nevezték.
1354-ben Magyar Pál Erzsébet leányának adta leánynegyed fejében.
A 14. század végén a váradi püspök és Várdai János volt a földesura, a 15. század elején még a két földesúr perel egymással érte, de 1470 óta egészében a Várdai-birtokhoz tartozott. Ettől kezdve sorsa egy a Várdai-uradalom sorsával.
1556-ban 39 dézsmafizető jobbágya alapján 195-200 lakója lehetett. A Várdai-örökségből Nyáry Pál birtokába jutott 1603-ban, majd a Lónyay, a Barkóczy, az Esterházy és a Bercsényi család tartott nőági örökség címén rá igényt.
A 18. században az Esterházy és Barkóczy család maradt a két legnagyobb földesúr, mellettük számos középnemesi család alkotta az itteni közbirtokosságot.
A jobbágyfelszabadítás idején 642 lakosa volt, és jellegzetes kisnemesi falunak számított.
A falu határába olvadt be a Bajul nevű, 1324-ben Karászi Sándor birtokaként emlegetett hely. Ez talán azonos a mai napig élő Bajor nevű határrésszel, amely a határ délnyugati sarkában fekszik.
Másik középkori hely Doboka; ma is élő határnév a berkeszi útfélen.
1325-ben tűnik fel Tass határjárása során Magyar Pál birtokaként. Később Diósdoboka a neve.
Végül a középkorban, ugyancsak 1324-ben említik a Temeháza alias Miskolc nevű lakott helyet. Ez is élő helynév a mai határ délkeleti részén.

## Közélete

### Polgármesterei
| Polgármester | Polgármester    | Polgármester | Megjegyzés                        |
| ------------ | --------------- | ------------ | --------------------------------- |
| 1990–1994    | Szikszai András | független    |                                   |
| 1994–1998    | Szikszai András | független    |                                   |
| 1998–2002    | Tóth Sándor     | FKgP         |                                   |
| 2002–2006    | Tóth Sándor     | független    |                                   |
| 2006–2010    | Tóth Sándor     | független    |                                   |
| 2010–2014    | Tóth Sándor     | Fidesz-KDNP  |                                   |
| 2014–2019    | Tóth Sándor     | Fidesz-KDNP  |                                   |
| 2019–2021    | Tóth Sándor     | Fidesz-KDNP  | hivatalában elhunyt               |
| 2022–2024    | Tóth Sándor     | független    | Időközi választás 2022. július 3. |
| 2024–        | Tóth Sándor     | Fidesz-KDNP  |                                   |

2022. július 3-án időközi polgármester-választást kellett tartani a községben, a korábbi faluvezető 2021. július 22-én bekövetkezett halála miatt. A két dátum közötti, szokatlanul nagy időtávot a koronavírus-járvány miatt elrendelt korlátozások tették szükségessé, hiszen a járványhelyzet ideje alatt Magyarországon nem lehetett választásokat tartani. A megválasztott új polgármester az elődjével teljesen azonos néven foglalta el hivatalát, hiszen az elhunyt fiáról beszélünk.

## Népesség
A település népességének változása:
| Lakosok száma | 2905 | 2938 | 2927 | 2821 | 2795 | 2767 | 2766 |
|               | 2013 | 2014 | 2015 | 2021 | 2022 | 2023 | 2024 |

2001-ben a település lakosságának 94%-a magyar, 6%-a cigány nemzetiségűnek vallotta magát.
A 2011-es népszámlálás során a lakosok 93,2%-a magyarnak, 8,5% cigánynak, 0,2% németnek mondta magát (6,2% nem nyilatkozott; a kettős identitások miatt a végösszeg nagyobb lehet 100%-nál). A vallási megoszlás a következő volt: római katolikus 18,4%, református 63,4%, görögkatolikus 5,7%, evangélikus 0,2%, felekezeten kívüli 2,1% (9% nem válaszolt).
2022-ben a lakosság 94,1%-a vallotta magát magyarnak, 7,7% cigánynak, 0,6% ukránnak, 0,1-0,1% szlováknak, németnek, bolgárnak és szlovénnek, 0,9% egyéb, nem hazai nemzetiségűnek (5,8% nem nyilatkozott; a kettős identitások miatt a végösszeg nagyobb lehet 100%-nál). Vallásuk szerint 12,1% volt római katolikus, 59,9% református, 4,8% görög katolikus, 0,8% egyéb keresztény, 0,1% evangélikus, 2,7% felekezeten kívüli (19% nem válaszolt).

## Nevezetessége
- Bajorhegy
- Református templom, késő barokk, 1808

## Galéria

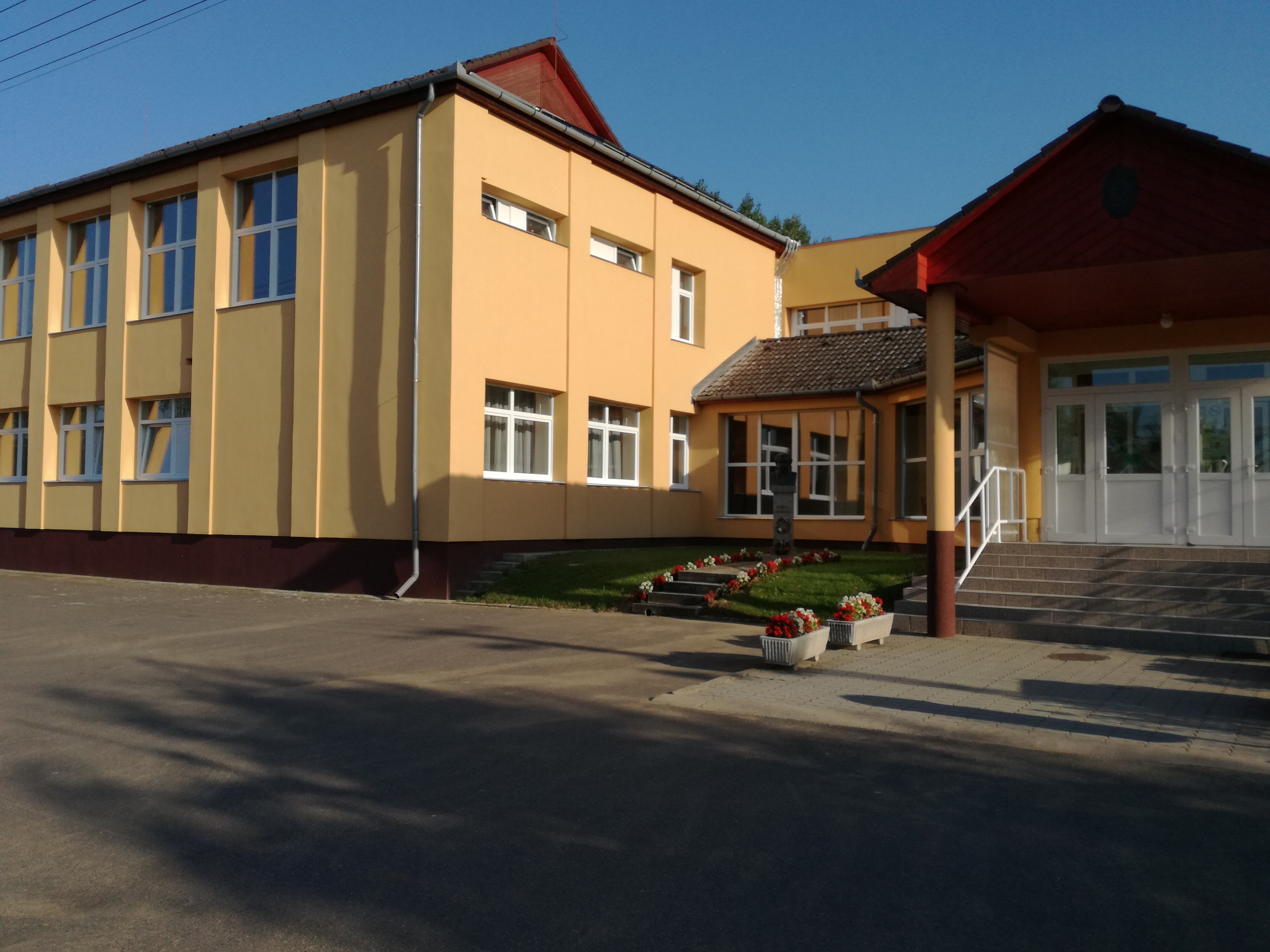
Az iskola
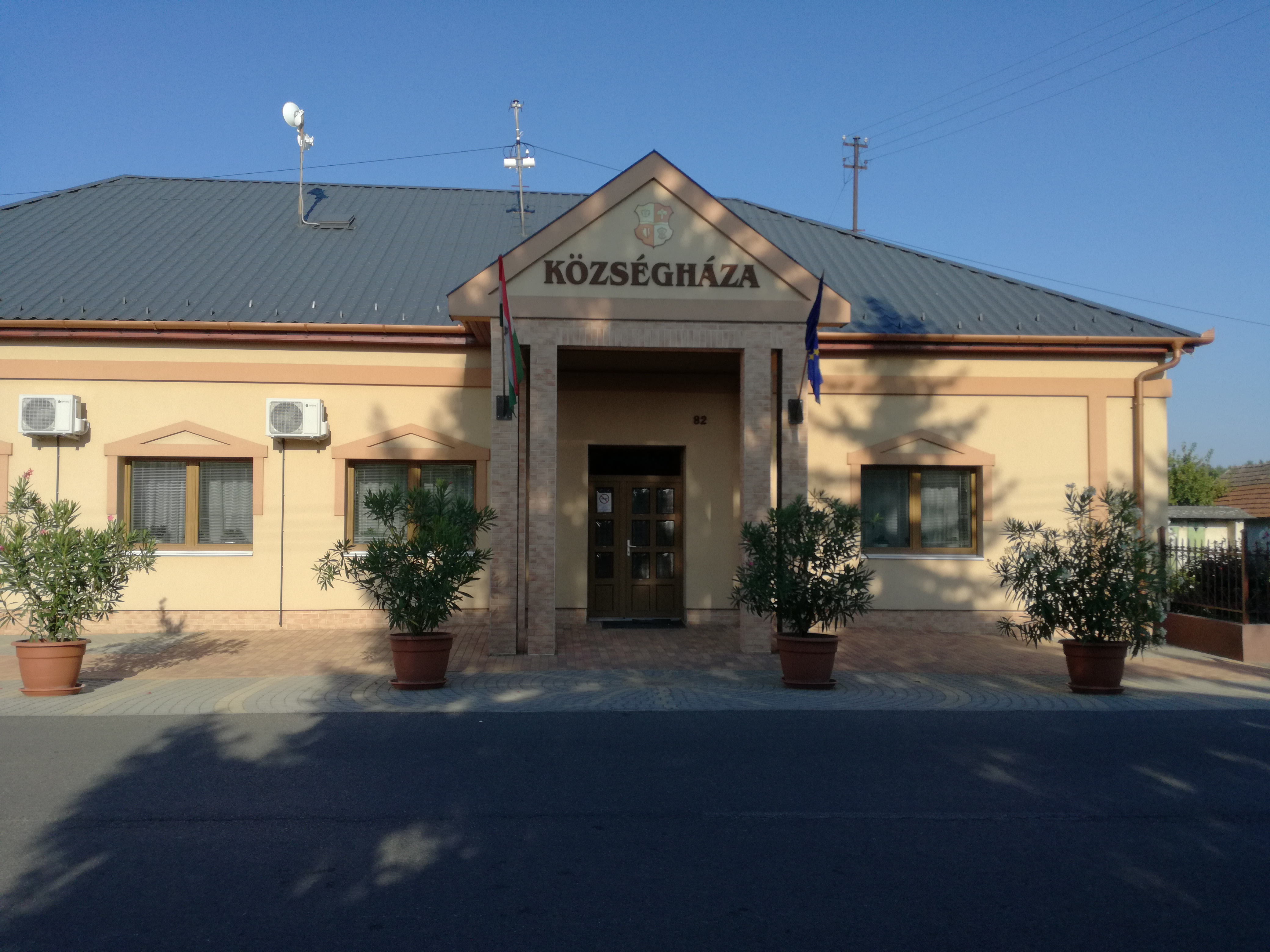
A községháza
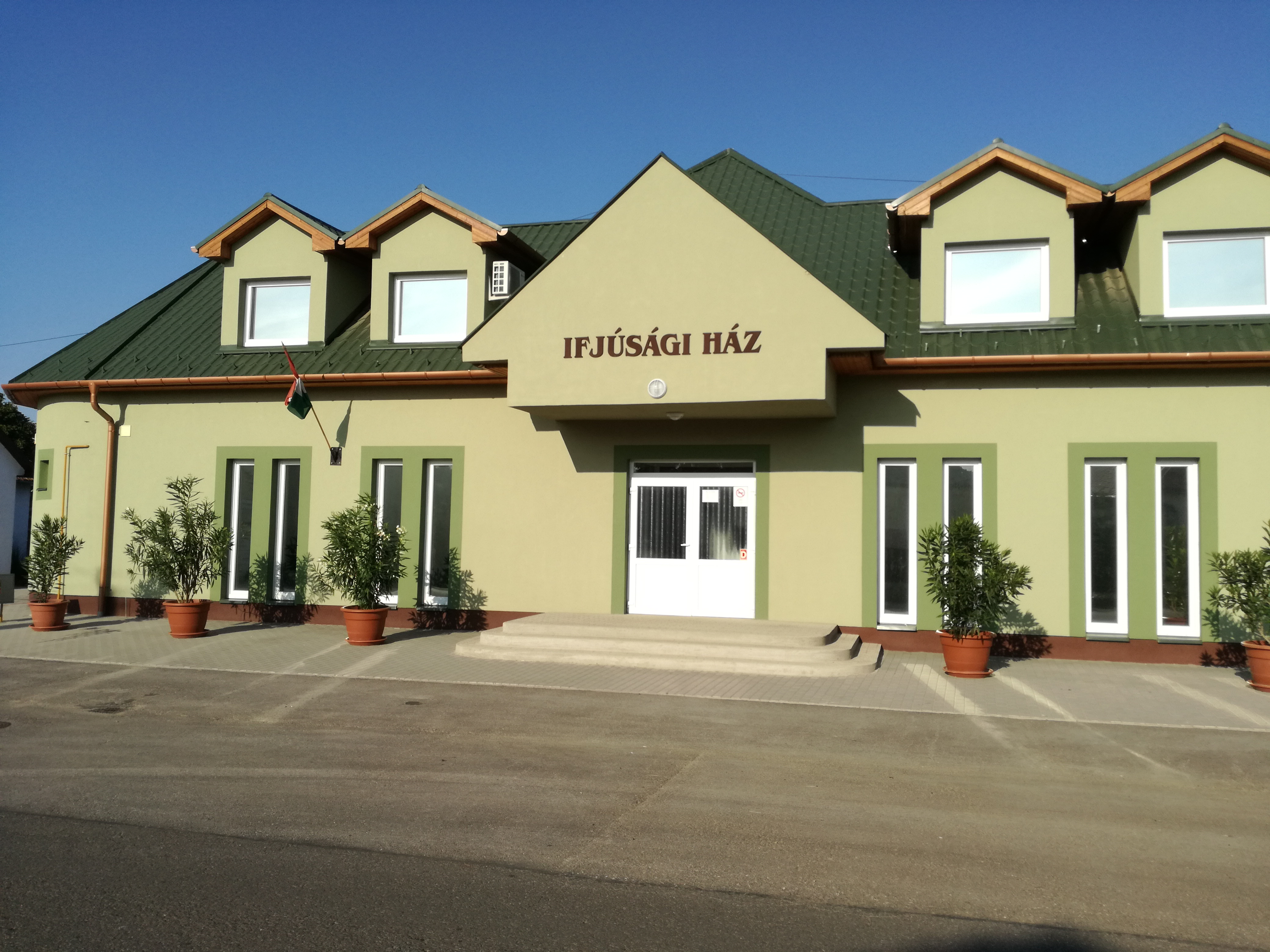
Ifjúsági ház

## Külső hivatkozások
- Pátroha az utazom.com honlapján